# Гросмайшайд
Гросмайшайд (нім. Großmaischeid) — громада в Німеччині, розташована в землі Рейнланд-Пфальц. Входить до складу району Нойвід. Складова частина об'єднання громад Дірдорф.
Площа — 15,52 км2. Населення становить 2318 ос. (станом на 31 грудня 2020).